# Нагороди Ватикану

Герб Ватикану

|  | Службовий список статей, створений для координації робіт з розвитку теми. Це попередження не встановлюється на інформаційні списки і глосарії. |

Нагороди Ватикану — список орденів і відзнак, які вручає Апостольський Престол.

## Ордени
Як глава Ватикану, Папа Римський має право нагороджувати «лицарськими орденами», і це нагородження підтверджується відповідними «апостольськими листами». Найвищими нагородами Апостольського престолу є:
| Планка | Орден                                            |
| ------ | ------------------------------------------------ |
|        | Верховний орден Христа (14 березня 1319)         |
|        | Орден Золотої шпори (7 лютого 1905)              |
|        | Орден Пія IX (17 червня 1847)                    |
|        | Орден святого Григорія Великого (1 вересня 1831) |
|        | Орден Святого Сільвестра (31 жовтня 1841)        |

## Відзнаки
| Планка | Відзнака                                                 |
| ------ | -------------------------------------------------------- |
|        | Хрест «За заслуги перед Церквою і Папою» (17 липня 1888) |
|        | Хрест «Pro Benemerenti» (1832)                           |

## Ордени, залежні від Святого Престолу
| Планка | Орден                                                |
| ------ | ---------------------------------------------------- |
|        | Єрусалимський Орден Святого Гробу Господнього (1099) |

## Інші нагороди
- Золота троянда